# Spazzkid
Spazzkid (Manila), seudònim de Mark Redito, és un músic de les Filipines, resident a Los Angeles (Estats Units d'Amèrica). El seu estil musical ha sigut descrit com una mescla de pop electrònic, pop japonès i música beat.
S'ha criat a San Pedro, La Laguna, Filipines.
El 2004 va publicar les seues demos a Bandcamp.
Durant la seua estança al seu país d'origen utilitzà durant un temps el seudònim Cocolulu fins que s'adonà que una línia de moda japonesa utilitzava el mateix nom. El 2008 ajudà al director de cinema Raya Martin en la creació de la banda sonora de la pel·lícula Now Showing. El mateix any arribà als Estats Units per a estudiar música.
Baix el seu seudònim va llançar el seu primer àlbum musical Desire el 2013. Pitchfork el criticà positivament per les seues "lletres honestes". Li seguí l'EP Promise. El 2015 anuncià que des d'aleshores treballaria baix el seu nom real.

## Discografia
- Desire o 願う (2014):[2] àlbum.[6]
- Promise (2014): EP.[2]